# Francisco Diez Canseco
Francisco Diez Canseco (Lima; 1820 — 1884) foi um político e Presidente do Peru de 26 de Julho de 1872 a 27 de Julho de 1872.